# Conor McLaughlin
Conor McLaughlin (Belfast, 26 luglio 1991) è un ex calciatore nordirlandese, di ruolo difensore.

## Biografia
Anche suo fratello Ryan è un calciatore.

## Carriera

### Preston North End
Nato a Belfast, McLaughlin è diventato professionista con il Preston North End nel gennaio 2010. Ha debuttato con il Preston il 12 novembre 2010, in una sconfitta per 0-2 contro l'Hull City. Nel dicembre 2010, McLaughlin ha firmato un'estensione del contratto, tenendolo con Preston fino al 2013. Ha firmato un contratto di prestito di due mesi con Shrewsbury Town nel marzo del 2011.
È stato venduto dal club nel maggio del 2012.

### Fleetwood Town
McLaughlin è entrato a far parte di Fleetwood Town il 20 luglio 2012. Ha firmato un nuovo contratto triennale con il club nel giugno 2014. Ha segnato il suo primo gol - per qualsiasi club - nella Football League nel febbraio 2015.

### Millwall
McLaughlin ha firmato per Millwall nel luglio 2017. Il 12 settembre 2017 ha segnato il suo primo gol per il Millwall nel 2-2 contro il Queens Park Rangers.

### Nazionale
Il 2 marzo 2010 ha esordito in Under-21 disputando la partita di qualificazione agli Europei di categoria vinta per 3-0 in casa del San Marino.
Viene convocato per gli Europei 2016 in Francia.

## Statistiche

### Presenze e reti nei club
Statistiche aggiornate al 22 novembre 2020.
| Stagione              | Squadra               | Campionato            | Campionato | Campionato | Coppe nazionali | Coppe nazionali | Coppe nazionali | Coppe continentali | Coppe continentali | Coppe continentali | Altre coppe | Altre coppe | Altre coppe | Totale | Totale |
| Stagione              | Squadra               | Comp                  | Pres       | Reti       | Comp            | Pres            | Reti            | Comp               | Pres               | Reti               | Comp        | Pres        | Reti        | Pres   | Reti   |
| --------------------- | --------------------- | --------------------- | ---------- | ---------- | --------------- | --------------- | --------------- | ------------------ | ------------------ | ------------------ | ----------- | ----------- | ----------- | ------ | ------ |
| 2009-2010             | Preston N.E.          | FLC                   | 0          | 0          | FACup+CdL       | 0+0             | 0               | -                  | -                  | -                  | -           | -           | -           | 0      | 0      |
| 2010-2011             | Preston N.E.          | FLC                   | 7          | 0          | FACup+CdL       | 1+0             | 0               | -                  | -                  | -                  | -           | -           | -           | 8      | 0      |
| 2011-gen. 2012        | Preston N.E.          | FL1                   | 17         | 0          | FACup+CdL       | 2+0             | 0               | -                  | -                  | -                  | FLT         | 1           | 0           | 20     | 0      |
| Totale Preston N.E.   | Totale Preston N.E.   | Totale Preston N.E.   | 24         | 0          |                 | 3               | 0               |                    | -                  | -                  |             | 1           | 0           | 28     | 0      |
| gen.-giu. 2012        | Shrewsbury Town       | FL2                   | 4          | 0          | FACup+CdL       | -               | -               | -                  | -                  | -                  | FLT         | -           | -           | 4      | 0      |
| 2012-2013             | Fleetwood Town        | FL2                   | 19         | 0          | FACup+CdL       | 1+1             | 0               | -                  | -                  | -                  | FLT         | 0           | 0           | 21     | 0      |
| 2013-2014             | Fleetwood Town        | FL2                   | 35+3       | 0          | FACup+CdL       | 3+0             | 0               | -                  | -                  | -                  | FLT         | 6           | 1           | 47     | 1      |
| 2014-2015             | Fleetwood Town        | FL1                   | 39         | 1          | FACup+CdL       | 1+1             | 0               | -                  | -                  | -                  | FLT         | 0           | 0           | 41     | 1      |
| 2015-2016             | Fleetwood Town        | FL1                   | 37         | 2          | FACup+CdL       | 1+1             | 0               | -                  | -                  | -                  | FLT         | 3           | 0           | 42     | 2      |
| 2016-2017             | Fleetwood Town        | FL1                   | 42         | 4          | FACup+CdL       | 4+1             | 0               | -                  | -                  | -                  | FLT         | 2           | 0           | 49     | 4      |
| Totale Fleetwood Town | Totale Fleetwood Town | Totale Fleetwood Town | 172+3      | 7+0        |                 | 14              | 0               |                    | -                  | -                  |             | 11          | 1           | 200    | 8      |
| 2017-2018             | Millwall              | FLC                   | 24         | 1          | FACup+CdL       | 2+0             | 0               | -                  | -                  | -                  | -           | -           | -           | 26     | 1      |
| 2018-2019             | Millwall              | FLC                   | 8          | 0          | FACup+CdL       | 0+3             | 0               | -                  | -                  | -                  | -           | -           | -           | 11     | 0      |
| Totale Millwall       | Totale Millwall       | Totale Millwall       | 32         | 1          |                 | 5               | 0               |                    | -                  | -                  |             | -           | -           | 37     | 1      |
| 2019-2020             | Sunderland            | FL1                   | 15         | 0          | FACup+CdL       | 1+4             | 0               | -                  | -                  | -                  | FLT         | 1           | 0           | 21     | 0      |
| 2020-2021             | Sunderland            | FL1                   | 6          | 0          | FACup+CdL       | 1+0             | 0               | -                  | -                  | -                  | FLT         | 0           | 0           | 7      | 0      |
| Totale Sunderland     | Totale Sunderland     | Totale Sunderland     | 21         | 0          |                 | 6               | 0               |                    | -                  | -                  |             | 1           | 0           | 28     | 0      |
| Totale carriera       | Totale carriera       | Totale carriera       | 256        | 8          |                 | 28              | 0               |                    | -                  | -                  |             | 13          | 1           | 297    | 9      |

## Palmarès

### Club

#### Competizioni nazionali
- Football League Trophy: 1

Sunderland: 2020-2021